# Labrorostratus prolificus
Labrorostratus prolificus är en ringmaskart som beskrevs av Ayrton Amaral 1977. Labrorostratus prolificus ingår i släktet Labrorostratus och familjen Oenonidae. Arten har ej påträffats i Sverige. Inga underarter finns listade i Catalogue of Life.